# Najib Mikhael Moussa
Najib Mikhael Moussa OP (* 9. September 1955 in Mossul, Irak) ist ein irakischer Ordensgeistlicher und chaldäisch-katholischer Erzbischof von Mossul-Aqra.

## Leben
Najib Mikhael Moussa trat der Ordensgemeinschaft der Dominikaner bei und absolvierte in Frankreich das Noviziat. Er legte am 4. Oktober 1981 die einfache Profess ab. Moussa empfing am 16. Mai 1987 das Sakrament der Priesterweihe. Er erwarb ein Diplom in Praktischer Theologie und Kommunikationswissenschaft sowie einen Master in Katholischer Theologie.
Am 1. Januar 1988 wurde Najib Mikhael Moussa Archivar des Dominikanerkonvents in Mossul. Seit 9. September 1990 war er Direktor des von ihm gegründeten Digital Center for Oriental Manuscripts in Mossul. Zudem war Moussa ab 10. März 2001 Mitglied der ökumenischen Kommission der Bischöfe von Ninawa. Ferner lehrte er Pastoraltheologie und Kommunikationswissenschaft am Babel College in Bagdad.
Die Synode der chaldäisch-katholischen Bischöfe wählte ihn zum Erzbischof von Mossul. Papst Franziskus bestätigte seine Wahl zum Erzbischof von Mosul am 22. Dezember 2018. Mit gleichem Datum wurde das Bistum Aqra aufgelöst und in die Erzeparchie Mossul-Aqra eingegliedert. Die Bischofsweihe spendete ihm am 18. Januar des folgenden Jahres Louis Raphaël I. Kardinal Sako, der chaldäische Patriarch von Babylon. Mitkonsekratoren waren Ramzi Garmou, chaldäisch-katholischer Erzbischof von Diyarbakır, und Bawai Soro, Bischof der chaldäisch-katholischen Eparchie Mar Addai of Toronto.  Am 25. Januar 2019 wurde er mit einer Messe in der chaldäischen Paulskirche in Mossul in sein Amt eingeführt.